# Circuito Paul Ricard
Il circuito Paul Ricard è situato a Le Castellet, in Francia. Ha ospitato diciotto edizioni del Gran Premio di Francia di Formula 1 (nel 1971, nel 1973, dal 1975 al 1976, nel 1978, nel 1980, dal 1982 al 1983, dal 1985 al 1990, dal 2018 al 2019 e dal 2021 al 2022), tredici del Gran Premio di Francia del Motomondiale (nel 1973, nel 1975, nel 1977, dal 1980 al 1981, nel 1984, nel 1986, nel 1988, nel 1991 e dal 1996 al 1999), il Gran Premio di superbike del Paul Ricard nel 1989 ed è tuttora sede della Bol d'Or di Motociclismo. Il circuito a tutt'oggi è circondato da varie vie di fuga in asfalto e presenta 247 configurazioni.
Nel 2022 ha ospitato un Gran Premio della W Series, accogliendo così per la prima volta al suo interno pilote di genere femminile, per poi replicare nel 2023 con tre mini-gare della F1 Academy.

## Storia

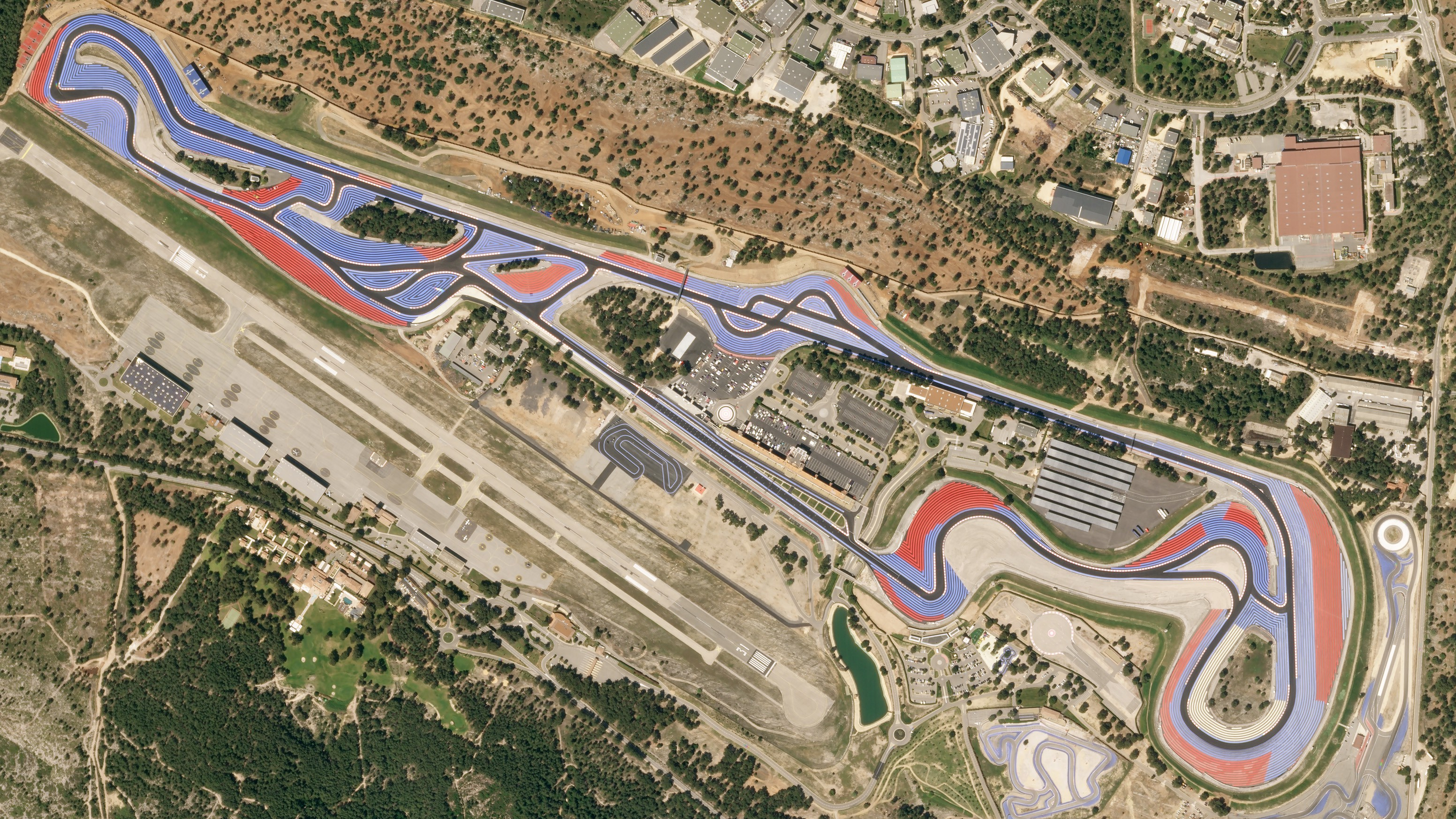
Vista satellitare del circuito nel 2018

Fu fondato dall'industriale, filantropo, produttore cinematografico e proprietario del liquore all'anice e liquirizia Pastis (nel 1975 acquisterà la diretta concorrente Pernod) Paul Ricard (1909-1997) che fu anche sindaco di Signes dal 1972 al 1980. Nell'intento di internazionalizzare e sviluppare la zona si consultò con Jean Pierre Beltoise e altri esperti di auto per costruire un circuito automobilistico che si aggiunse all'aeroporto che sorge accanto costruito nel 1962.
È uno dei circuiti automobilistici più noti al mondo per via della Courbe de Signes da percorrere in piena accelerazione a oltre 340 km/h dopo il lunghissimo rettilineo del Mistral (circa 1800 m). 
Durante i Gran Premi di Francia svoltisi sul circuito di Le Castellet (soprattutto nel corso delle qualifiche), tutti i giornalisti della Formula 1 avevano preso l'abitudine di darsi appuntamento all'interno di questa curva per vedere quali piloti l'avessero percorsa in pieno senza decelerare neanche per una frazione di secondo e determinare così, di anno in anno, il pilota più veloce (oltre che più coraggioso) della massima categoria.
Risulta che l'unico pilota della storia della Formula 1 che riusciva a non staccare mai il piede dall'acceleratore premuto "a tavoletta" durante tutta la percorrenza della curva fosse Ayrton Senna (e questo fin dal suo esordio in Formula 1 nel 1984 con la Toleman) nonostante il fatto che nel 1985, proprio in questo punto del circuito, ebbe un pericoloso incidente senza conseguenze, dovuto a una rottura improvvisa del motore.
Su questo stesso circuito, nel 1986, perse la vita in un test privato l'allora pilota di Formula 1 Elio De Angelis, il quale però si sarebbe forse potuto salvare se i soccorsi al pilota non fossero stati troppo lenti. A seguito di questo dramma, per ragioni di sicurezza, il circuito fu prima accorciato proprio nella parte del Mistral per poi venire abbandonato dopo il 1990. 
Nel 1999 il tracciato fu acquistato da Bernie Ecclestone, completamente rimodernato e quindi convertito in un centro altamente tecnologico per i test di Formula 1, senza tribune né reti di contenimento, con le vie di fuga in materiale abrasivo e un sistema d’irrigazione per la pioggia artificiale.
Nel giugno 2012 lo stesso Ecclestone conferma il ritorno del Gran Premio di Francia a Le Castellet nel calendario del mondiale dalla stagione 2013 in alternanza con il Gran Premio del Belgio. Successivamente, l'assenza dei fondi necessari, ha fatto abortire il progetto. Nonostante ciò, il circuito rinnova regolarmente la licenza FIA per ospitare i gran premi. Dal 2018 al 2022 ha ospitato nuovamente la tappa francese del Campionato mondiale di Formula 1.
Il 24 luglio 2022 vi debuttano le donne, con un Gran Premio di W Series che viene vinto da Jamie Chadwick; e dal 29 al 30 luglio 2023 vi ritornano le donne in vista del sesto appuntamento della F1 Academy 2023, quando le tre mini-gare saranno vinte l'una da Nerea Martí e le ultime due da Marta García.
Il record assoluto del circuito è di 1'28"319, stabilito da Lewis Hamilton su Mercedes nelle qualifiche del Gran Premio di Francia 2019. Per le donne il record è di 1'26"970, detenuto da Nerea Martí, tuttavia su un tracciato accorciato a 3,826 km.
Per l'economia del territorio, il circuito automobilistico garantisce benefici economici. Nel 2022 ha prodotto 78 milioni di euro, 500 posti di lavoro, affitto dei posti ai costruttori, 16000 mq.di paddock edificati con la creazione di 46000 posti a sedere.

## Mappe del circuito

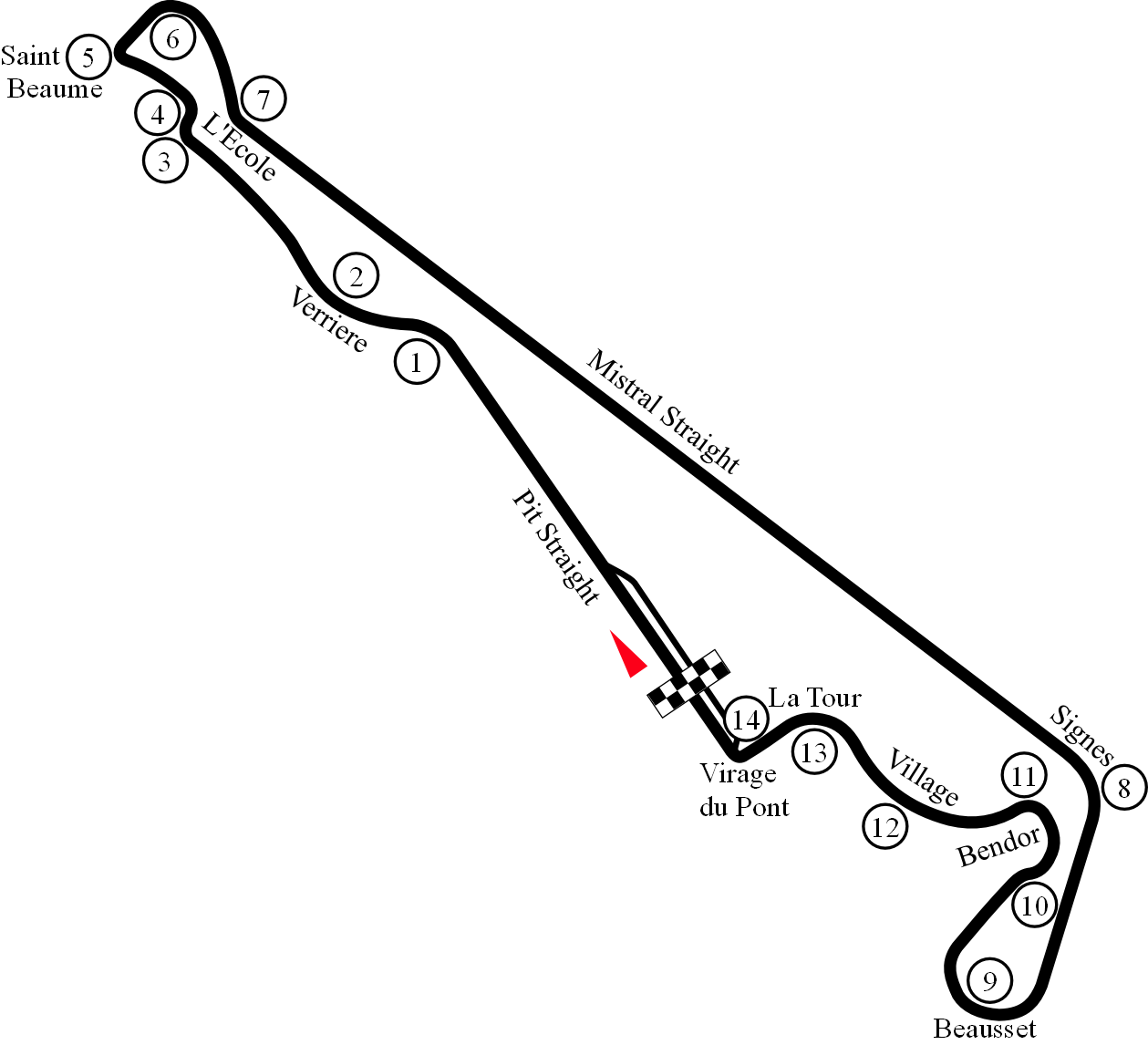
La configurazione di 5.810 metri utilizzata nel 1971, nel 1973, dal 1975 al 1976, nel 1978, nel 1980, dal 1982 al 1983 e nel 1985.
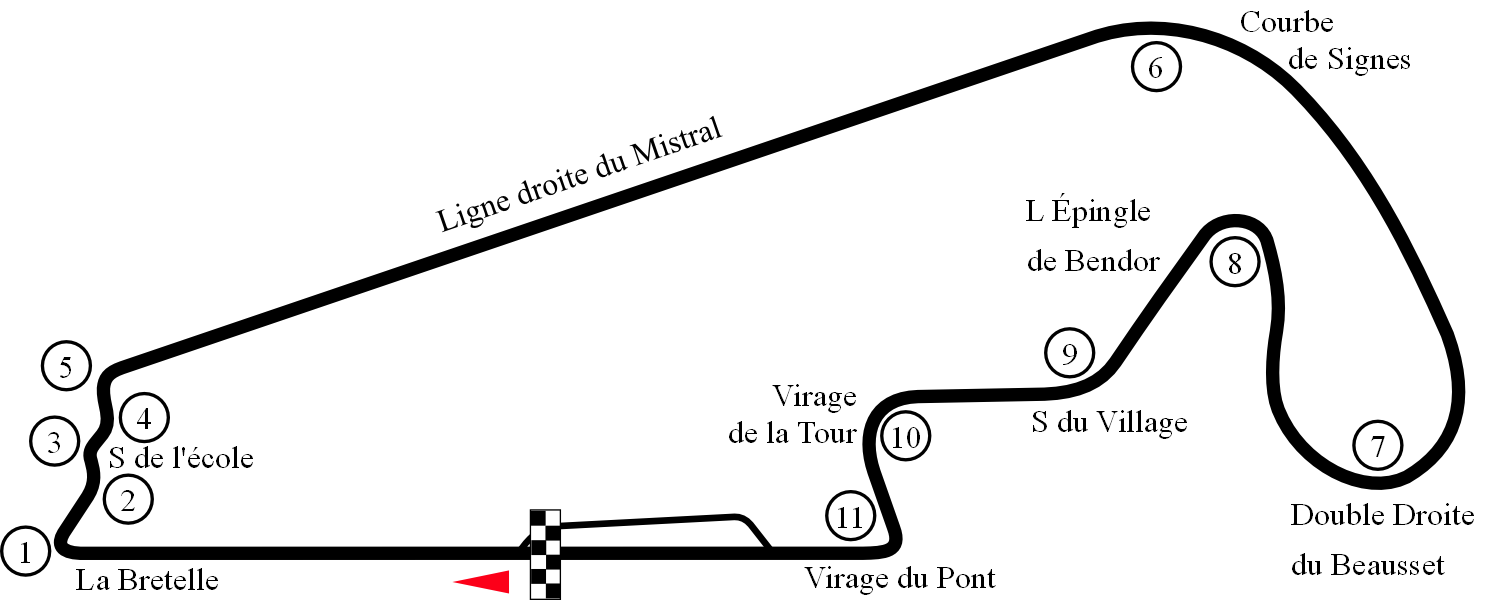
La configurazione di 3.813 metri utilizzata dal 1986 al 1990.
La configurazione di 5.842 metri utilizzata dal 2018.
Il tracciato transalpino con tutte le varie 247 configurazioni.

## Albo d'oro della Formula 1
| Anno | Pilota          | Scuderia |
| ---- | --------------- | -------- |
| 1971 | Jackie Stewart  | Tyrrell  |
| 1973 | Ronnie Peterson | Lotus    |
| 1975 | Niki Lauda      | Ferrari  |
| 1976 | James Hunt      | McLaren  |
| 1978 | Mario Andretti  | Lotus    |
| 1980 | Alan Jones      | Williams |
| 1982 | René Arnoux     | Renault  |
| 1983 | Alain Prost     | Renault  |
| 1985 | Nelson Piquet   | Brabham  |
| 1986 | Nigel Mansell   | Williams |
| 1987 | Nigel Mansell   | Williams |
| 1988 | Alain Prost     | McLaren  |
| 1989 | Alain Prost     | McLaren  |
| 1990 | Alain Prost     | Ferrari  |
| 2018 | Lewis Hamilton  | Mercedes |
| 2019 | Lewis Hamilton  | Mercedes |
| 2021 | Max Verstappen  | Red Bull |
| 2022 | Max Verstappen  | Red Bull |